# Dungamal
Dungamal es una ciudad censal situada en el distrito de Khordha en el estado de Odisha (India). Su población es de 6271 habitantes (2011). Se encuentra a 87 km de Bhubaneswar.

## Demografía
Según el censo de 2011 la población de Dungamal era de 6271 habitantes, de los cuales 4289 eran hombres y 1982 eran mujeres. Dungamal tiene una tasa media de alfabetización del 92,91%, superior a la media estatal del 72,87%: la alfabetización masculina es del 96,93%, y la alfabetización femenina del 83,74%